# Die Kronzeugin – Mord in den Bergen
Die Kronzeugin – Mord in den Bergen ist ein deutscher Kriminalfilm, der im Auftrag des ZDF gedreht und erstmals am 28. Januar 2013 ausgestrahlt wurde. Die Regisseurin war Christiane Balthasar, das Drehbuch schrieb Thorsten Wettcke in Zusammenarbeit mit Judith Angerbauer nach einer Idee von Friedrich Ani und Produzent war Oliver Berben. Die Hauptrollen spielten Iris Berben, Melika Foroutan und Florian Panzner.

## Handlung
Nachdem Evelyn Frank gegen ihren in kriminelle Machenschaften verwickelten Exmann und seine russischen Partner ausgesagt hat, wird sie vom BKA mit einer neuen Identität ausgestattet und heißt fortan Eva Bernhardt. Das Polizisten-Duo Ines Meder und Holger Nolting begleitet sie zu ihrem neuen Wohnort Saalheim, einem fiktiven Ort in den bayrischen Bergen. Während Holger Nolting die ehemalige „Puffmutter“ Evelyn Frank, die wegen ihrer Kaltschnäuzigkeit und Skrupellosigkeit auch „Die Eiskönigin“ genannt wurde, nicht mag, kommen die beiden Frauen sich näher. Eigentlich möchte Ines die Situation nutzen, um in Erfahrung zu bringen, ob Evelyn etwas über den Verbleib der beim Verbrechersyndikat vermissten 15 Millionen Euro weiß, doch dreht „die Eiskönigin“ geschickt den Spieß um und bekommt immer mehr Kontrolle über Ines.
Obwohl nur Ines, Holger und ihr gemeinsamer Chef Grossmann den neuen Aufenthaltsort der Kronzeugin kennen, erscheinen bald zwei merkwürdige Männer am Ort, die hinter Evelyn her zu sein scheinen. Bald stellt sich heraus, dass einer von ihnen Tom Brandauer heißt und Hauptkommissar beim LKA Berlin ist. Nur hat der gerade Urlaub und mit dem Zeugenschutzprogramm überhaupt nichts zu tun. Schnell kommt der Verdacht auf, er könne ein vom Verbrechersyndikat bezahlter Spitzel sein, der hinter den verschwundenen 15 Millionen her ist. Besorgt stellt Evelyn Frank die Frage: „Wenn der weiß, wo ich bin, wer weiß denn das noch alles?“
Als kurz darauf Ines und Evelyn sich in der Dunkelheit von einem Mann bedroht fühlen, schießt die Polizistin auf ihn. Wie sich herausstellt, handelt es sich bei dem Verletzten um Tom Brandauer. Als Grossmann von dem Vorfall erfährt, ist er stinksauer auf Ines, deren Kollege Holger ihr erklärt, dass Brandauer die Ermittlungen gegen das Verbrechersyndikat geleitet hat und inkognito zum Schutz von Evelyn Frank angereist ist, die er mittels eines in ihrer Handtasche versteckten Peilsenders finden konnte. Brandauers wichtigster Mann war Rouven, ein verdeckter Ermittler, der über ein Jahr dem kriminellen Netzwerk des Herrn Frank angehörte und untergetaucht ist, als die anderen verhaftet wurden. Brandauer glaubt, dass Rouven jetzt für die Russen arbeitet und dass er sich das Geld holen will, das Evelyn Frank angeblich hat verschwinden lassen. Als Ines das Foto von Rouven sieht, wird ihr bewusst, dass dies der Mann war, den sie wenige Minuten vorher vor Evelyns Haus gesehen hat, als sie es gerade verließ. Gemeinsam mit Holger eilt sie zu Evelyn, die mit einer blutenden Kopfwunde in ihrer Wohnung liegt und zu berichten weiß, dass der Mann ihr gerade gedroht habe, sie umzubringen, falls sie nicht verrät, wo das vermisste Geld sich befindet. Nachdem Holger die Wohnung kurz verlassen hat, entschließt sich Ines, Evelyn allein in Sicherheit zu bringen, weil sie den Verdacht hat, dass entweder Holger oder Grossmann mit den Verbrechern kooperiert.
Doch die Geschichte nimmt ein überraschendes Ende: Die „undichte Stelle“ war Evelyn Frank selbst, die alles minutiös geplant hat. Als sie mit Ines allein ist, schüttet sie ihr ein Schlafmittel in den Kaffee und flüchtet anschließend mit ihrer großen Liebe Rouven und den 15 Millionen. Um unterzutauchen, hat sie den Zeugenschutz in Anspruch genommen, denn „niemand kann so gut die Spur verwischen wie der Staat.“

## Sonstiges
Das Wohnmobil, mit dem Rouven im letzten Viertel des Films unterwegs ist, ist ein Vixen aus US-amerikanischer Produktion, von dem weniger als 600 Stück hergestellt wurden und von dem nur sehr wenige Exemplare in Europa zugelassen sind.

## Kritik
„Spannender (Fernseh-)Thriller, der mit Hilfe von Genreelementen ein geschickt konstruiertes Vexierspiel entfaltet.“

## Auszeichnungen
Die Regisseurin Christiane Balthasar erhielt für den Film eine Nominierung für den Hamburger Krimipreis 2013.